# Cái chết của Michael Koomen
Michael Arjan Koomen (20 tháng 7 năm 1979 - 14 tháng 5 năm 2011) là một cầu thủ bóng đá nghiệp dư người Hà Lan, bị cảnh sát bắn chết trong khi cố gắng làm dịu một cuộc đấu tranh giữa đồng đội và cảnh sát ở Amsterdam. Công tố viên Hà Lan tuyên bố viên chức này sẽ không bị buộc tội về vụ nổ súng, một quyết định được giữ nguyên khi kháng cáo, vì vậy các luật sư của gia đình Koomen thông báo họ sẽ ra Tòa án Công lý Châu Âu.

## Tiểu sử
Koomen sinh ngày 20 tháng 7 năm 1979 tại Buitenveldert, Amsterdam, là con trai cả. Anh theo học luật công chứng, tốt nghiệp Đại học Amsterdam năm 1997 và làm luật sư tại SNS Reaal. Vào thời điểm qua đời, Koomen sống độc thân và có nuôi hai con mèo. Koomen là đội trưởng đội bóng đá nghiệp dư RKAVIC, nằm ở Amstelveen lân cận.

## Biến cố
Vào ngày 14 tháng 5 năm 2011 tại Bắc Hà Lan, đội Hà Lan RKAVIC 4 đã ăn mừng rằng giành được chức vô địch giải đấu. 20 thành viên trong nhóm lên thuyền tại Ouderkerk aan de Amstel và bắt đầu uống rất nhiều. Thuyền trưởng của con thuyền quyết định cắt ngắn chuyến đi và đến điểm cuối tại Museumplein ở Amsterdam.
Sau đó, họ đi qua khu vực nội thành, ở góc Weteringschans và Spiegelgracht, vào khoảng 22:00, họ gặp một cảnh sát đi ngang qua đang cố gắng bắt giữ hai người đàn ông trong nhóm vì say xỉn nơi công cộng (một trong số họ là Nick Koomen, Michael's Anh trai). Viên cảnh sát còng tay họ lại và cho vào xe tải. Viên cảnh sát sau đó đẩy một người đàn ông khác, Diego Medina, xuống đất và Medina trả đũa. Năm người đàn ông khác tham gia cuộc tấn công sau đó viên cảnh sát đã rút súng bắn liên tiếp 4 phát súng, phát đạn đầu tiên vào tim Michael Koomen, viên đạn đầu tiên được cho là phát súng cảnh cáo. Một người đàn ông khác bị bắn vào chân và Nick Koomen bị thương nhẹ. Các nhân chứng đi qua nghĩ rằng sĩ quan đang hoảng loạn, trong khi một nhân viên phụ tá cáo buộc rằng các cầu thủ bóng đá đã sử dụng bia và cocaine.

## Sự kiện
Vào tháng 9 năm 2011, những người hâm mộ AFC Ajax đã vỡ òa trong tràng pháo tay ở phút thứ 31 của trận đấu với FC Twente để tưởng nhớ Koomen, đã từng là người giữ vé cả mùa. Tại phiên tòa xét xử tại Tòa án Quận Amsterdam vào tháng 10 năm 2011, Nick Koomen và Diego Medina bị buộc tội bạo hành một sĩ quan cảnh sát; tuyên bố rằng Michael Koomen đã không sử dụng bạo lực.
Amsterdam FM báo cáo rằng sĩ quan bắn Koomen có danh tiếng xấu trong lực lượng và đã bị kết án vào năm 1999 vì hành hung một người bị còng tay. Vào tối ngày 30 tháng 1 năm 2012, một phần của Stadhouderskade và Weteringschans đã bị đóng cửa để cho phép hai mươi nhà nghiên cứu tái thiết các sự kiện.
Công tố viên tuyên bố rằng viên chức này sẽ không bị buộc tội, vì đã được biện minh cho việc sử dụng vũ lực gây chết người. Sau khi tòa phúc thẩm giữ nguyên quyết định không truy tố, các luật sư của gia đình Koomen cho biết vào năm 2014 họ sẽ đưa vụ việc lên Tòa án Công lý Châu Âu dựa trên lý do một cảnh sát chỉ có thể bắn một vũ khí cuối cùng. Họ cũng thấy có xung đột lợi ích vì trước đây công tố viên đã từng làm việc với viên chức bị buộc tội.
Tòa phúc thẩm Hà Lan nhấn mạnh thật đáng tiếc khi một người đàn ông cố gắng trấn an mọi người lại bị giết. Các thẩm phán nhận xét "Anh ta chưa bao giờ có hành động bạo lực đối với sĩ quan cảnh sát".